# Espai-temps quàntic

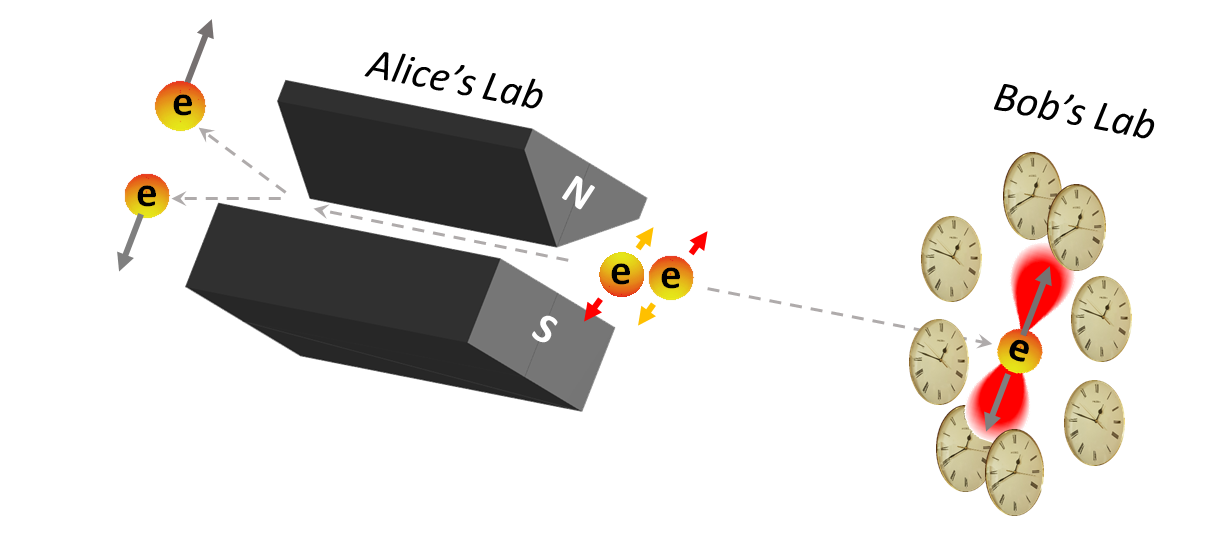
En aquest experiment quàntic es mesura l'efecte de dilatació del temps d'un sol spin.

En física matemàtica, el concepte d'espai-temps quàntic és una generalització del concepte habitual d'espai-temps en el qual se suposa que algunes variables que habitualment es desplacen no es desplacen i formen una àlgebra de Lie diferent. L'elecció d'aquesta àlgebra encara varia d'una teoria a una altra. Com a conseqüència d'aquest canvi algunes variables que solen ser contínues poden esdevenir discretes. Sovint només aquestes variables discretes s'anomenen "quantitzades"; l'ús varia.
La idea de l'espai-temps quàntic va ser proposada als primers dies de la teoria quàntica per Heisenberg i Ivanenko com una manera d'eliminar els infinits de la teoria quàntica de camps. El germen de la idea va passar d'Heisenberg a Rudolf Peierls, que va assenyalar que els electrons en un camp magnètic es poden considerar que es mouen en un espai-temps quàntic, i a Robert Oppenheimer, que ho va portar a Hartland Snyder, que va publicar el primer exemple concret. L'àlgebra de la mentida de Snyder va ser simplificada per CN Yang el mateix any.

## Visió general
L'espai-temps físic és un espai-temps quàntic quan està en mecànica quàntica la posició i les variables de moment {\displaystyle x,p} ja no són commutatius, obeeixen el principi d'incertesa de Heisenberg i són continus. A causa de les relacions d'incertesa de Heisenberg, es necessita més energia per sondejar distàncies més petites. En última instància, segons la teoria de la gravetat, les partícules de sondeig formen forats negres que destrueixen el que s'havia de mesurar. El procés no es pot repetir, de manera que no es pot comptar com a mesura. Aquesta mesurabilitat limitada va fer que molts esperessin que la nostra imatge habitual de l'espai-temps commutatiu continu es descompon a les distàncies a escala de Planck, si no abans.
De nou, s'espera que l'espai-temps físic sigui quàntic perquè les coordenades físiques ja són lleugerament no commutatives. Les coordenades astronòmiques d'una estrella són modificades pels camps gravitatoris entre nosaltres i l'estrella, com en la desviació de la llum pel sol, una de les proves clàssiques de la relativitat general. Per tant, les coordenades en realitat depenen de les variables del camp gravitatori. Segons les teories quàntiques de la gravetat, aquestes variables de camp no commuten; per tant, les coordenades que en depenen probablement no es desplacen.
Tots dos arguments es basen en la gravetat pura i la teoria quàntica, i limiten la mesura del temps per l'única constant de temps en la gravetat quàntica pura, el temps de Planck. Els nostres instruments, però, no són purament gravitatoris sinó que estan fets de partícules. Poden establir un límit més sever, més gran que el temps de Planck.

## Criteris
Els espai-temps quàntics sovint es descriuen matemàticament utilitzant la geometria no commutativa de Connes, la geometria quàntica o els grups quàntics.
Qualsevol àlgebra no commutativa amb almenys quatre generadors es podria interpretar com un espai-temps quàntic, però s'han suggerit els següents desiderata:
- S'haurien de mantenir les simetries del grup de Lorentz local i del grup de Poincaré, possiblement de forma generalitzada. La seva generalització sovint pren la forma d'un grup quàntic que actua sobre l'àlgebra de l'espai-temps quàntic.
- L'àlgebra podria sorgir plausiblement en una descripció efectiva dels efectes de la gravetat quàntica en algun règim d'aquesta teoria. Per exemple, un paràmetre físic {\displaystyle \lambda }, potser la longitud de Planck, podria controlar la desviació de l'espai-temps clàssic commutatiu, de manera que l'espai-temps lorentzià ordinari sorgeix com a {\displaystyle \lambda \to 0}.
- Hi podria haver una noció de càlcul diferencial quàntic a l'àlgebra quàntica de l'espai-temps, compatible amb la simetria (quàntica) i preferiblement reduint-se al càlcul diferencial habitual com {\displaystyle \lambda \to 0}.Això permetria equacions d'ona per a partícules i camps i facilitaria prediccions de desviacions experimentals de la física clàssica de l'espai-temps que després es poden provar experimentalment.